# Logaščica
Logaščica je potok, ki teče po Logaškem polju in zbira vode iz zahodne, dolomitne okolice polja. Logaščica nastane z združitvijo vodotokov Reka in Črni potok v Gorenjem Logatcu in ponikne v središču Logatca v obzidanem ponoru, imenovanem Jačka. Potok pogosto poplavlja. Ko odteče v podzemlje, se združi z vodami s Planinskega polja in odteka pod Logaškim poljem proti izvirom Ljubljanice na Vrhniki.